# Batalha de Alfambra
A Batalha de Alfambra ocorreu perto Alfambra entre 5 e 8 de fevereiro de 1938, durante a Guerra Civil Espanhola. Esta batalha foi parte da batalha de Teruel. Depois, a conquista da cidade pelo exército republicano, os nacionalistas começaram uma contra-ofensiva, a fim de reocupar Teruel. Em 5 de Fevereiro uma enorme força nacionalista quebrou as linhas republicanas, no norte do Teruel perto do rio Alfambra, capturando 7.000 prisioneiros e ameaçando as forças republicanas em Teruel.

## Antecedentes
Após a conquista de Teruel pelo exército republicano em 7 de janeiro, os nacionalistas começaram uma ofensiva a fim de conquistar o terreno elevado em torno de Teruel em 17 de janeiro e ocupadas as alturas de La Muela, no entanto as tropas republicanas lideradas por Hernandez Saravia e apoiadas pelas Brigadas Internacionais, parou a ofensiva nacionalista em 27 de janeiro. Em seguida, os nacionalistas concentraram um exército de 100.000 homens e 500 canhões na Serra de Palomera no norte de Teruel, liderada pelo general Juan Vigon, com três corpos do exército (Aranda’s Galicia corps, Yague’s Morocco corps e o Garcia Valiño’s Navarre Corp), o italiano CTV e divisão de cavalaria do Monasterio. Por outro lado, as defesas republicanos nesta parte da frente eram fracas, devido a maior parte das tropas republicanas estarem concentradas na cidade de Teruel e as tropas republicanas nesta parte da frente nunca tinha partecipado de uma ação. O exército republicano era o XIIIº corpo do exército.

## Batalha de Alfambra
Em 5 de fevereiro, os nacionalistas lançaram uma grande ofensiva em direção ao rio Alfambra, ao longo de uma frente de 30 quilômetros. O ataque começou com uma enorme carga de cavalaria da divisão Monasterio, a última grande investida montada na Europa Ocidental Os três corpos de exército nacionalistas, quebraram as linhas republicanas e avançaram rapidamente em direção ao rio Alfambra. As forças republicanas foram cercados pelos nacionalistas ou fugiram em desordem. Até o 7 de fevereiro os nacionalistas conquistaram 1,300 km² e grandes quantidades de material (armas, munições e ambulâncias), e os aviões (doze somente no dia 7 de fevereiro). No total os republicanos tinham sofrido de 20.000 - 22.000 vítimas, incluindo 7.000 prisioneiros.

## Conseguencias
Em 20 de fevereiro as comunicações republicanas para Valencia a partir Teruel foram ameaçadas pelos nacionalistas e Hernandez Saravia deu ordens para a retirada da cidade, posteriormente os republicanos conseguiram formar uma linha de defesa ao longo da margem direita do Alfambra em 25 de fevereiro.